# Itodacnus paradoxus
Itodacnus paradoxus là một loài bọ cánh cứng trong họ Elateridae. Loài này được Samuelson & Van Zwaluwenburg miêu tả khoa học năm 1967.